# Joseph Vidal (1933-2020)
Pour les articles homonymes, voir Joseph Vidal et Vidal.
Joseph Vidal, né le 5 mars 1933 à Lavalette (Aude) et mort le 8 juillet 2020 à Saint-Jean (Haute-Garonne), est un homme politique français,.

## Détail des fonctions et des mandats
Mandat parlementaire
- 19 mars 1978 - 1er avril 1993 : député de l'Aude[4]

Mandats locaux
- Conseiller général du canton de Montréal (1970-2008).
- Conseiller régional du Languedoc-Roussillon (1978-1988).
- Président de l'office public HLM de l'Aude devenu Habitat Audois (1974-2008).

## Distinction
Chevalier de la Légion d'honneur (2002).